# Peggy Oki
Peggy Oki (Los Ángeles, 10 de abril de 1956) es una monopatinadora, surfista, artista y activista ambiental estadounidense. 

## Biografía
Nació en los Estados Unidos, es hija de padres japoneses nacidos en Hiroshima.  Estudió biología ambiental y tiene un título de Bachiller universitaria en pintura estudió en la Universidad de California en Santa Bárbara. Ha viajado a diferentes partes del mundo tanto para practicar surf, como activista ambiental.
Es instructora de arte en el Santa Bárbara City College. Sus pinturas se ocupan de la naturaleza e incluyen paisajes y paisajes marinos.
Coordinadora del Origami Whales Project, enfocado principalmente en proyectos de arte infantil para sensibilizar y proteger a las ballenas y los delfines.
Precursora miembro original del Z-Boys o Zephyr Team. La única mujer en el equipo compuesto por Jay Adams, Tony Alva, Stacy Peralta, Shogo Kubo, Bob Biniak, Nathan Pratt, Jim Muir, Allen Sarlo, Chris Cahill, Paul Constantineau, Wentzle Rum.
Oki y el resto de Z-Boys fueron objeto de la grabación de una película sobre sus vidas y la cultura skate de Dogtown, “Los Amos de Dogtown” filmado en 2005. Incluso interpretó un papel haciendo de ella misma.

"Me conmueve la belleza natural de este planeta. He estudiado y he tenido muchos encuentros cercanos con las criaturas y creaciones en esta increíble Tierra. Porque soy consciente de las diversas amenazas a estas cosas que amo, me veo obligada a tomar medidas para proteger y preservar estos animales y lugares que me son tan queridos."
Peggy Oki.